# Stay Together for the Kids
«Stay Together for the Kids» —en español: «Quédense juntos por los chicos»— es una canción interpretada por la banda estadounidense Blink-182, perteneciente al álbum Take Off Your Pants and Jacket.

## Canción
La canción habla sobre el divorcio de los padres en Estados Unidos y sobre los muchachos que se quedan solos después del divorcio sin alguien que se haga cargo de ellos. Al mismo tiempo, plantea cómo se sienten los jóvenes al respecto, la terrible soledad que los aqueja y la angustia que sienten ante tantos malos ratos y discusiones.

## Video musical
La versión original está filmada en una casa siendo derrumbada y al frente se encuentra un parque de skateboarding, el grupo toca dentro de la un lugar mientras que varios jóvenes los miran y una bola gigante empieza a derrumbar el lugar. Al final el grupo sale caminando y los muchachos mientras se derrumba lo que queda de la casa empiezan a destruir los instrumentos mientras al fondo se escucha al grupo tocando el resto de la canción. Debido al atentado del 9-11 (ocurrido dos días después de finalizar el rodaje) decidieron rodar de nuevo un videoclip en el que no apareciese una casa derrumbándose. El clip fue dirigido por Samuel Bayer.
- Datos: Q2709312